# 双曲角
雙曲角是指在笛卡儿坐标平面上，由原點{\displaystyle \left(0,0\right)}出發的兩條射線與標準雙曲線{\displaystyle xy=1}相交處{\displaystyle \left(x,1/x\right)}及{\displaystyle \left(1,1\right)}之間的角。這個雙曲角的量級是等於這個雙曲線扇形的面積，相等於{\displaystyle \ln x}。在日常生活中，雙曲角較少有應用之處，一般只用於工程或數學運算中。
與圓角不同的是：雙曲角的範圍並沒有界限；這是因為雙曲角的值與自然對數相關，而這亦與調和級數的本質相關。當雙曲角的值介乎{\displaystyle 0<x<1}，即為負值。
雙曲函數{\displaystyle \sinh ,\cosh ,\tanh }等採用雙曲角作為自變量，因為採用雙曲角作為自變量，在三角函數作類比的前提下，所有現有的三角函數都可以套用在雙曲函數裡。這亦使微積分的計算簡化，因為可以使用實數作為變量。

## 參看
- 雙曲函數